# Sen Endymiona
Sen Endymiona (wł. Endimione dormiente) – obraz włoskiego malarza z okresu renesansu, Giovanniego Cimy.
Obraz jest ilustracją mało znanego mitu greckiego o Endymionie. W XVI wieku postać śpiącego młodzieńca była wieszana w sypialniach i buduarach i wiązana była z miłością kobiety do niewinnego mężczyzny. Mit po raz pierwszy został przytoczony przez greckiego retora Lukiana żyjącego w II wieku n.e. w jego Rozmowach bogów.

W jednym z dialogów pomiędzy boginią miłości Afrodytą a Boginią księżyca Selene, ta druga opowiada o słabości do śpiącego snem wiecznym Endymiona. Zawsze gdy go widzi zstępuje do niego, gdyż uroda jego nie pozwala oprzeć się pokusom miłosnym: 

Selene: Mnie się, Afrodyto, wydaje prześliczny, zwłaszcza gdy podłożywszy sobie na skale płaszcz, śpi, w lewej ręce trzymając pociski, już z dłoni się wymykające, podczas gdy prawa ręka, obejmują w górze głowę, czarownie zwisa nad obliczem, a on, we śnie pogrążony, ambrozyjskie zionie tchnienie. Wtedy to ja cichutko zstępuje z góry, idę na koniuszkach palców, żeby się nie obudził i nie przestraszył i ...no, wiesz, co. Co ci mam mówić co potem. To pewne że umieram z miłości (Lukian, „Rozmowy bogów”, 11)

## Opis obrazu
Cima bardzo wiernie odtworzył opowiedzianą historię. Młodzieniec przedstawiony zgodnie z antycznymi kanonami sztuki, w identyczny sposób jak opisywała to Selene, leży na ziemi pogrążony w sen. Wokół niego dodatkowo śpi zwierzyna łowna oraz jego pies myśliwski tworząc wrażenie ciszy. O mitologicznym wydźwięku dzieła ma wskazywać widoczny w tle półksiężyc opadający na ziemię. To bogini Selene, pod postacią księżyca cicho schodzi na ziemie by posiąść młodzieńca we śnie.